# Alois Riess de Riesenhorst
Alois Edler Rieß von Riesenhorst vel Alois Riess (ur. 1844 w Cieszynie, zm. 1920 w Tarnowie) – major cesarsko-królewskiej Obrony Krajowej.

## Życiorys
Najmłodszy syn Józefa Riessa i Alojzji Hecht. Żonaty z Anną z Pytlewiczów (1855-1945), z którą miał trzech synów: Stanisława, Witolda i Henryka.
W 1866 roku walczył na wojnie prusko-austriackiej. 3 lipca 1866 wziął udział w bitwie pod Sadową. 28 czerwca 1866 został mianowany na stopień podporucznika. W 1867 służył w Galicyjski Pułku Piechoty Nr 20 w Krakowie. W 1875 był przydzielony do kadry instruktorskiej Czeskiego Batalionu Piechoty Obrony Krajowej Horšovský Týn Nr 50 w Horšovský Týn (ówcześnie niem. Bischof-Teinitz). 1 listopada 1875 został mianowany na stopień porucznika. W 1878 należał do kadry instruktorskiej Galicyjskiego Batalionu Piechoty Obrony Krajowej Nowy Sącz Nr 60 w Bochni. 1 maja 1883 został mianowany na stopień kapitana. W 1885 należał do kadry instruktorskiej Galicyjskiego Batalionu Piechoty Obrony Krajowej Wadowice Nr 54 w Wadowicach. W 1891 pełnił służbę w Batalionie Obrony Krajowej Tarnów Nr 53 w Tarnowie na stanowisku oficera ewidencyjnego i administracyjnego. W 1895, jako oficer 16 Pułku Piechoty Obrony Krajowej Kraków pełnił służbę w Komendzie Okręgu Pospolitego Ruszenia Nr 53 w Tarnowie. W 1901 został przeniesiony do 32 Pułku Piechoty Obrony Krajowej Nowy Sącz i przydzielony do Ekspozytury w Tarnowie Komendy Okręgu Pospolitego Ruszenia Nr 32 w Nowym Sączu. W 1902 został nobilitowany przez cesarza Franciszka Józefa. 1 maja 1903 został mianowany na stopień majora. W tym samym roku został przydzielony do Komendy 45 Dywizji Piechoty Obrony Krajowej w Przemyślu na stanowisko referenta do spraw pospolitego ruszenia. W 1905 został przydzielony do Komendy 10 Korpusu w Przemyślu na stanowisko referenta do spraw pospolitego ruszenia w Oddziale Wojskowym Grupy Obrony Krajowej. W następnym roku został przeniesiony w stan spoczynku.
Razem z żoną został pochowany na Starym Cmentarzu w Tarnowie.

## Ordery i odznaczenia
- Medal Wojenny
- Brązowy Medal Jubileuszowy Pamiątkowy dla Sił Zbrojnych i Żandarmerii
- Krzyż za 40-letnią służbę wojskową dla oficerów